# Cop Secret
Cop Secret (in Island auch Leynilögga) ist eine isländische Action-Komödie von Hannes Þór Halldórsson, die im August 2021 beim Locarno Film Festival ihre Premiere feierte und am 23. Juni 2022 in die deutschen Kinos kam.

## Handlung
Der coole Bússi ist ein echter Supercop und laut der Nachrichten der beste Polizist in ganz Reykjavik, was er auch selbst so sieht. Bei seinem Job wendet er unverhältnismäßig viel Gewalt an. Er trinkt übermäßig viel Alkohol und die Beziehung zu seiner Frau steckt in einer tiefen Krise. Derzeit ermittelt er in einer Reihe von Banküberfällen, bei denen nichts gestohlen worden zu sein scheint.
Die Polizeichefin höchstpersönlich stellt ihm Hörður als neuen Partner zur Seite, einen sehr männlichen Typen mit selbstsicherer Ausstrahlung, der in der Nachbarstadt als der beste Polizist gilt.
Bússi und Hörður standen bislang in direkter Konkurrenz zueinander, so dass ihre Zusammenarbeit zunächst für beide herausfordernd scheint. Nach kurzer Zeit stellen aber die beiden Polizisten fest, dass sie sich nicht nur beide zum männlichen Geschlecht, sondern insbesondere zueinander hingezogen fühlen und werden auch privat ein Paar.
Im Laufe ihrer gemeinsamen Ermittlungen stellen die beiden fest, dass die Überfälle auf die Bankinstitute dazu dienten, deren Computersysteme mit einem Trojaner zu infiltrieren. Der eigentliche Überfall soll zeitgleich während eines Fußballspiels der isländischen Fußballnationalmannschaft der Frauen gegen die englische Vertretung erfolgen, die nahezu alle Polizeikräfte der Stadt bindet. Im Fußballstadion wurde ein mit einem Zeitzünder versehener Sprengsatz deponiert, der mit dem Abpfiff zur Detonation gebracht werden soll.
Hörðurs Bruder wurde von den Bankräubern in ihre Gewalt gebracht. Zusammen mit Bússi gelingt es Hörður seinen Bruder zu retten und die Bankräuber auszuschalten. Gleichzeitig kann das Team um die Polizeichefin die Zeitbombe finden und entschärfen.

## Produktion

### Filmstab

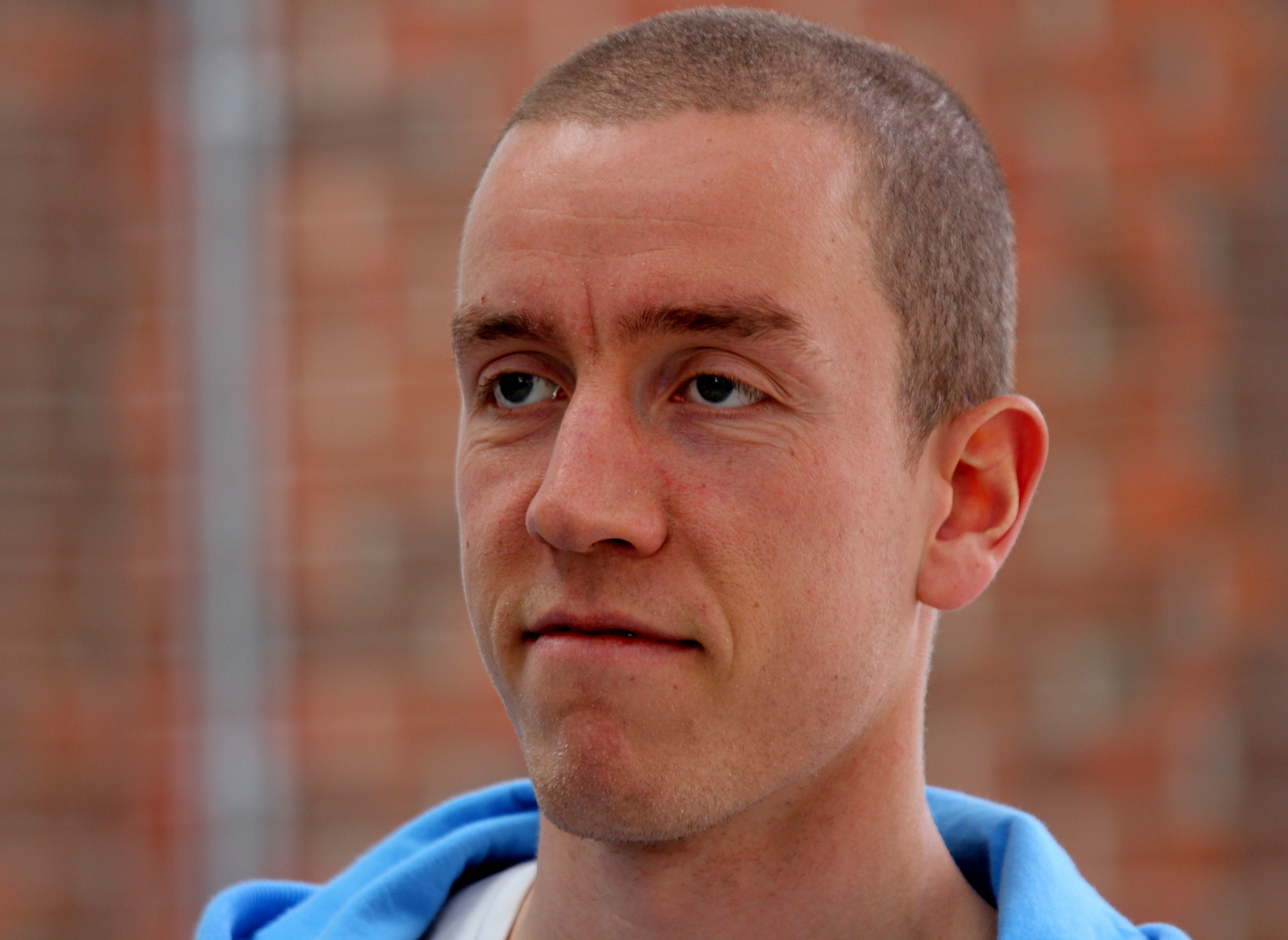
Regie führte Hannes Þór Halldórsson, der Torhüter der isländischen Fußballnationalmannschaft

Es handelt sich bei Cop Secret um das Regiedebüt von Hannes Þór Halldórsson, dem Torhüter der isländischen Fußballnationalmannschaft, der auch das Drehbuch schrieb. Als Co-Drehbuchautoren fungierten Nína Petersen und der Comedian und Schauspieler Sverrir Þór Sverrisson, in Island unter seinem Bühnennamen Sveppi bekannt. Hannes Þór Halldórsson wollte zeigen, wie sein Protagonist Bússi gezwungen ist, sich mit seinen eigenen Vorurteilen und seiner tief in ihm verborgenen Homosexualität auseinanderzusetzen. Nicht nur die Polizeiarbeit, sondern auch der Fußball zeige sich diesem Thema gegenüber sehr verschlossen, weshalb er hoffte, mit dem Film etwas Licht in dieses Thema zu bringen.
Höhepunkt des Films ist ein Fußballspiel der isländischen Frauennationalmannschaft gegen England. Zur Einbindung dieses Qualifikationsspiels für die WM erklärte Hannes Þór Halldórsson, die Frauenfußballmannschaft sei schon lange Zeit international sehr erfolgreich und dies bereits lange vor den Männern. Ihre Einbeziehung in die Geschichte sollte die Macho-Seite des Films ausgleichen.

### Besetzung
Auðunn Blöndal und Egill Einarsson, die in den Hauptrollen Bússi und dessen neuen Partner Hörður spielen, waren von Anfang an in das Projekt involviert und auch an den Arbeiten am Drehbuch beteiligt. In weiteren Rollen sind Steinunn Ólína Þorsteinsdóttir als Þorgerður und Björn Hlynur Haraldsson als der psychopathische Kriminelle Rikki zu sehen. Vivian Ólafsdóttir spielt Stefanía, die mit ihrem Motorrad die Raubzüge begeht. Co-Drehbuchautor Sverrir Þór Sverrisson ist in einer Nebenrolle als Polizist Klemenz zu sehen, den seine Kollegen den lustigsten Mann der ganzen Insel nennen.

### Veröffentlichung
Eine erste Vorstellung erfolgte am 10. August 2021 beim Locarno Film Festival. Im Oktober 2021 wurde er beim London Film Festival und beim Busan International Film Festival gezeigt. Am 22. Oktober 2021 sollte der Film in die isländischen Kinos kommen. Am 3. November 2021 eröffnete Cop Secret die 63. Nordischen Filmtage Lübeck. Im März 2022 wurde er beim London LGBTQIA+ Film Festival vorgestellt. Im April 2022 wird er beim Seattle International Film Festival gezeigt und Ende des Monats und Anfang Mai 2022 beim Prague International Film Festival (Febiofest). Der Kinostart in Deutschland erfolgte am 23. Juni 2022.

## Rezeption

### Kritiken
Von den bei Rotten Tomatoes aufgeführten Kritiken sind bislang 85 Prozent positiv.
Amber Wilkinson schreibt bei Eye for Film, Hannes Þór Halldórsson habe offensichtlich großen Spaß daran, mit den Erwartungen der Zuschauer zu spielen, und sogar ein Fußballspiel, das den Höhepunkt des Films darstellt, halte einige Überraschungen bereit. Auch wenn der Humor oft albern und überzogen wirke, beantworte der Film die Frage, wie all die Buddy-Movies und Cop-Filme aussehen würden, lasse man in diesen mehr Homoerotik zu.
Urs Bühler schreibt in der Neuen Zürcher Zeitung, mit frechem Zugang hauche Hannes Þór Halldórsson dem Genre frischen Atem ein, eine Auflockerung, die dem Wettbewerb von Locarno guttue. Der mit viel Tempo vorangetriebene Plot und die Figuren strotzten vor Anspielungen auf die Actionwelt der 1980er Jahre, die Frauen aber seien in dem Film weit mehr als schmückende Beigabe.
Peter Osteried schreibt in seiner Funktion als Filmkorrespondent der Gilde deutscher Filmkunsttheater, der Film nutze die Mechanismen der Buddy-Action-Komödie, wie sie gerade in den 1980er Jahren populär war, vermenge zur Melange aber auch eine Portion Brokeback Mountain dazu: „Die coolen Supercops sich ineinander verlieben zu lassen und sie so mit der eigenen Vorstellung von Männlichkeit kollidieren zu lassen, ist der große Geniestreich dieses Films. Denn damit betritt Cop Secret auch tatsächlich ganz neues Terrain.“ Der Film sei so nicht nur Hommage und Parodie auf ein längst vergangenes Genre, sondern auch aktuell, da er sich allem Humor zum Trotz mit dem Thema toxischer Maskulinität befasst. Auch ansonsten sei der Film eine erstaunlich gut gemachte Actionkomödie, die zwar mit einem Bruchteil einer Hollywood-Produktion umgesetzt wurde, aber technisch locker mit internationalen Filmen mithalten könne.

### Auszeichnungen
Brussels International Fantastic Film Festival 2022
- Nominierung im Europäischen Wettbewerb[16]

Europäischer Filmpreis 2022
- Nominierung als Beste Filmkomödie[17]

Locarno Film Festival 2021
- Nominierung für den Goldenen Leoparden (Hannes Þór Halldórsson und Lilja Ósk Snorradóttir)[7]

Nordische Filmtage Lübeck 2021
- Nominierung im Wettbewerb Spielfilme
- Auszeichnung mit dem Preis des Freundeskreises für das Beste Spielfilmdebüt (Hannes Þór Halldórsson)[18][19]

Prague International Film Festival – Febiofest 2022
- Nominierung im Comedy-Wettbewerb[12]